# Норт-Лінбрук (Нью-Йорк)
Норт-Лінбрук (англ. North Lynbrook) — переписна місцевість (CDP) в США, в окрузі Нассау штату Нью-Йорк. Населення — 747 осіб (2020).

## Географія
Норт-Лінбрук розташований за координатами 40°40′7″ пн. ш. 73°40′25″ зх. д. / 40.66861° пн. ш. 73.67361° зх. д. (40.668563, -73.673588).  За даними Бюро перепису населення США в 2010 році переписна місцевість мала площу 0,22 км², уся площа — суходіл.

## Демографія
Згідно з переписом 2010 року, у переписній місцевості мешкали 793 особи в 231 домогосподарстві у складі 178 родин. Густота населення становила 3539 осіб/км².  Було 231 помешкання (1031/км²).
Расовий склад населення:
| - 81,6 % — білих - 5,7 % — азіатів - 3,4 % — чорних або афроамериканців - 5,7 % — осіб інших рас |

До двох чи більше рас належало 3,7 %. Частка іспаномовних становила 15,0 % від усіх жителів.
За віковим діапазоном населення розподілялося таким чином: 19,2 % — особи молодші 18 років, 51,3 % — особи у віці 18—64 років, 29,5 % — особи у віці 65 років та старші. Медіана віку мешканця становила 50,0 року. На 100 осіб жіночої статі у переписній місцевості припадало 91,5 чоловіків;  на 100 жінок у віці від 18 років та старших — 85,3 чоловіків також старших 18 років.
Середній дохід на одне домашнє господарство  становив 123 595 доларів США (медіана — 101 094), а середній дохід на одну сім'ю — 156 802 долари (медіана — 139 464). За межею бідності перебувало 4,0 % осіб, у тому числі 0,0 % дітей у віці до 18 років та 13,3 % осіб у віці 65 років та старших.
Цивільне працевлаштоване населення становило 248 осіб. Основні галузі зайнятості: освіта, охорона здоров'я та соціальна допомога — 33,5 %, роздрібна торгівля — 19,8 %, інформація — 10,5 %, науковці, спеціалісти, менеджери — 7,7 %.